# Панкратій Тавроменійський

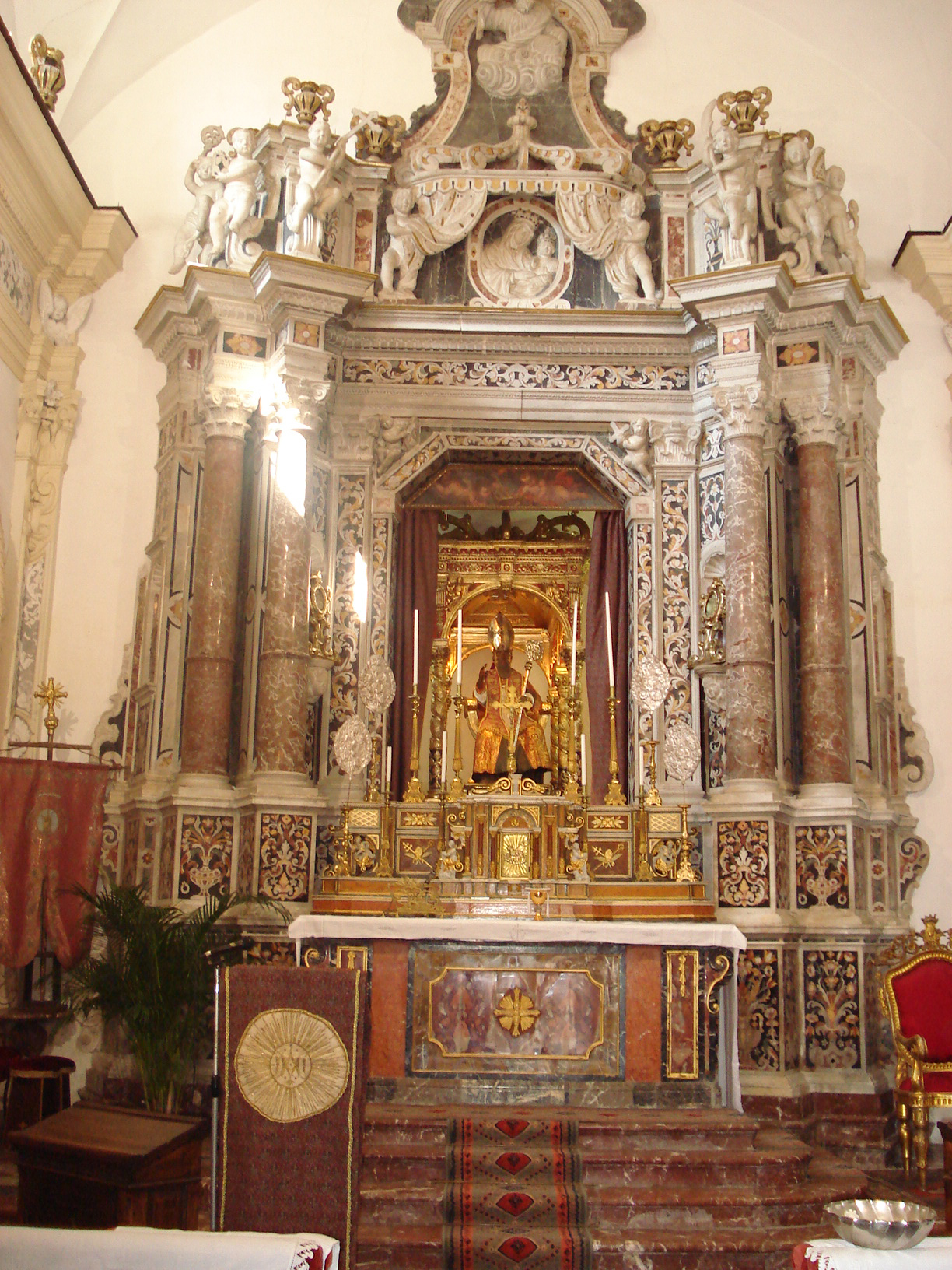
Статуя св. Панкратія (Церква Святого Панкратія, Тавроменія)

Панкра́тій Тавромені́йський (лат. Pancratius Tauromenitanus, ? — 40) — християнський священномученик, місіонер, єпископ Тавроменії (сучасна Таорміна, Італія). Хреститель Сицилії. Учень апостола Петра. Народився у Антіохії, Кілікія (сучасна Туреччина). Прийняв хрещення в Антіохії від апостолів. За переказом, здійснив подорож до Єрусалиму. Вів чернечий образ життя у Понтійських горах. Поставлений Петром на єпископа Тавроменійського на Сицилії. За місяць збудував міську церкву, навернув усіх тавроменійців у християнство. Загинув мученицькою смертю в Тавроменії від рук язичників, які закидали його камінням. Мощі Панкратія зберігаються в римській Церкві святого Панткратія. У Таорміні є також церква його імені. Вшанування пам'яті у римо-католицькій церкві — 9 липня (також 3 квітня за старим звичаєм); у православній церкві — 9 липня (22 липня за старим стилем). У іконографії зображається старим сивим чоловіком, єпископом, що тримає у руках хрест і Євангеліє. Патрон сицилійського міста Таорміна.